# Castillo y parque de Aramon
El castillo y parque de Aramon (en francés: Château et parc d'Aramon) es un castillo MH y arboreto con 3 hectáreas de extensión, ubicado en el sureste de Francia, en Aramon, Francia. Aramon está situada en la frontera oriental del  Departamento de Gard, en la orilla del río Ródano, en el centro de un triángulo formado por Nimes al oeste, al noreste de Aviñón y Arlés en el sur. Se encuentra ubicada en la intersección de las grandes regiones históricas del Languedoc y la Provenza, y de las áreas naturales notables : la Camargue (en el dur) y la «plateau des Costières» (al norte). ance-Francia.

## Historia
En el conjunto del castillo destaca la capilla de origen medieval, muy restaurada en el siglo XIX.

## Colecciones
El parque está separado del castillo por un puente de piedra.
El parque tiene un pronunciado carácter mediterráneo con sus grandes pinos carrascos y cipreses, que fueron plantado en 1817 en las antiguas tierras de olivos. 
Hay varias alamedas salpicadas de fábricas, que le dan un toque romántico junto con almendros, olivos y alméz. 
En el patio, un jardín de estilo romántico da la bienvenida a los visitantes.